# Dafna
Dafna est un kibboutz du nord-est d'Israël.

## Histoire
Il est situé à 7 km de Kiryat Shmona.
Sa population était d'environ 360 personnes en 1938, et plus tard, le 3 mai 1939, ils furent expulsés du village à la suite de la vente des terres du village par le propriétaire féodal aux sionistes qui établirent la colonie de Dafna sur ses terres.
Il est refondé le 3 mai 1939, par des Polonais et des Lituaniens.
En 1948, durant la guerre d'indépendance, le kibboutz est bombardé.
Le 4 février 1997, un hélicoptère de l'armée s'écrase près du cimetière du kibboutz ; 73 soldats sont tués dans la catastrophe.

## Activités du kibboutz
- agriculture
- élevage laitier
- dans les années 1980 il existait aussi une petite usine de fabrique de bottes en caoutchouc.

## Démographie
Fin 2021, la population de Dafna est estimée à 1 025 habitants dont 99 % de Juifs.